# NGC 7109
NGC 7109 ist eine elliptische Galaxie vom Hubble-Typ E0 im Sternbild Piscis Austrinus am Südsternhimmel. Sie ist schätzungsweise 235 Millionen Lichtjahre von der Milchstraße entfernt und hat einen Durchmesser von etwa 50.000 Lichtjahren.
Im selben Himmelsareal befindet sich die Galaxie NGC 7110.
Das Objekt wurde am 25. September 1834 von John Herschel entdeckt.